# Hammer Herred

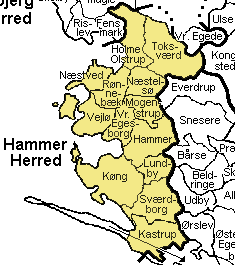
Hammer Herred

Hammer Herred was een herred in het voormalige Præstø Amt in Denemarken. Hammer wordt in Kong Valdemars Jordebog vermeld als Hammarshæreth. Het gebied werd in 1970 deel van de nieuwe provincie Storstrøm.

## Parochies
De herred omvatte oorspronkelijk 12 parochies. 
- Hammer
- Holme Olstrup
- Kastrup
- Køng
- Lundby
- Mogenstrup
- Næstelse
- Rønnebæk
- Sværdborg
- Toksværd
- Vejlø
- Vester Egesborg